# Lev Vygotski
Lev Semionovitch Vygotski - transcrit également Vygotsky - (en russe : Лев Семёнович Выго́тский ; en biélorusse : Леў Сямёнавіч Выго́цкі), né le 5 novembre 1896 (17 novembre dans le calendrier grégorien) à Orcha, dans l'Empire russe (aujourd'hui en Biélorussie) près de Vitebsk et mort le 11 juin 1934 à Moscou, est un pédagogue psychologue soviétique, connu pour ses recherches en psychologie du développement et sa théorie historico-culturelle du psychisme.
Hors de l'Union soviétique, il a été découvert dans les années 1960. C'est un penseur qui a introduit la notion du développement intellectuel de l'enfant comme une fonction des groupes humains plutôt que comme un processus individuel. Ses contributions sont estimées au début du XXIe siècle par les tenants du constructivisme social comme primordiales dans l'évolution de notre compréhension du développement de l'enfant.

## Biographie

### Jeunesse et révolution
Lev Vygotsky est né à Orcha dans une famille juive. Second d’une famille de huit enfants, il grandit à Homiel. Dans son adolescence il s'intéresse au jeu d'échecs, apprend l'espéranto qu'il utilise pour l'échange de timbres, car il se passionne pour la philatélie et décide d’écrire son nom de famille Vygotsky, au lieu de Vygodsky. Malgré le numerus clausus qui frappe alors les Juifs (l’histoire et la philosophie lui sont interdites car elles conduisent au professorat, et un Juif ne peut avoir d’emploi de fonctionnaire), il s’inscrit en philosophie, histoire puis en droit à l'université de Moscou (1913-1917). En 1915, il écrit un essai sur Hamlet.
Ayant terminé ses études en 1917, il rentre à Homiel, dans la perspective d’enseigner la psychologie.
C'est alors que la révolution d'Octobre abolit toutes les discriminations antisémites. Il se jette dans l’activité politique et devient député de l’Armée rouge tout en continuant ses travaux en pédagogie.
Son activité devient débordante, il est au centre de l’activité intellectuelle et culturelle de Homiel. Il enseigne la langue et la littérature russes à l’École du travail pour les ouvriers adultes, donne des cours de psychologie et de logique à l’Institut pédagogique, d’esthétique et d’histoire de l’art au Conservatoire, dirige la rubrique théâtrale d’un journal, fonde une revue littéraire avec des camarades. C’est dans cette période qu’il lit Spinoza et Hegel, Marx et Engels, Freud, Ivan Pavlov et Aleksandr Potebnia (linguiste à Kharkov).
En 1919, il contracte la tuberculose et doit faire un séjour en sanatorium en 1920.

### Réflexion pédagogique
À l’Institut pédagogique, il crée un laboratoire de psychologie pour étudier les jeunes enfants du jardin d’enfants. Il en tire des matériaux pour son livre Psychologie pédagogique qui paraît en 1926.
En 1924, il épouse Rosa N. Sméjova (?-1979). Ils auront deux filles, Gita Lvovna et A. L. Vygodskaïa.
La même année, il présente un rapport sur Méthodes de recherches réflexologique et psychologique au 2e Congrès panrusse de psycho-neurologie à Léningrad. Il approfondit ce thème peu après dans La Conscience comme problème de la psychologie du comportement, produisant une si vive impression que Konstantin Nikolaevitch Kornilov, leader du courant marxiste en psychologie et nouveau directeur de l’Institut de psychologie de l'université de Moscou, lui propose de prendre part à sa reconstruction sur de nouvelles bases.
Vygotski travaille à l’Institut de psychologie de Moscou avec Alexandre Louria et Leontiev. Il cherche à reformuler la théorie psychologique sur des bases marxistes et à inventer des démarches pédagogiques pour lutter contre l’analphabétisme et résoudre des problèmes de défectologie (de la surdité au retard mental).
En 1925, il crée un laboratoire de psychologie pour l’enfance anormale, transformé en Institut de défectologie expérimentale du commissariat du peuple pour l’Éducation qu’il dirigera.
Délégué au Congrès international sur l’éducation des sourds-muets qui se tient en Angleterre au printemps 1925, il visite l’Allemagne, les Pays-Bas et la France.
De retour en URSS, il entre à l’hôpital pour une grave rechute de tuberculose et il y achève sa thèse Psychologie de l’art, qu’il soutient à l’automne, mais qu’il ne parviendra pas à faire éditer. De nouveau à l’hôpital en 1926, il y écrit un essai sur La Signification historique de la crise en psychologie, non publié.
Sa santé s’améliore et il reprend une large activité de recherche avec ses élèves, source d’une conception nouvelle, historico-culturelle du psychisme, et d’enseignement en psychologie, sciences sociales, éducation et défectologie. Tous ces travaux ne sont que partiellement publiés. Lecteur assidu de Freud, Piaget, Köhler, Stern, Gesell et autres, il publie des préfaces aux éditions de ces auteurs.
Début 1929, comme sa réputation s’étend en URSS, il est invité à séjourner plusieurs mois à Tachkent pour former des pédagogues et des psychologues à l’université d’Asie centrale. En 1930, il dirige un séminaire avec Louria, Eisenstein et le linguiste Nicolas Marr à Moscou.

### Face à la critique
À partir de 1931, des critiques émergent contre sa théorie historico-culturelle et le groupe des années 1920 se scinde. Louria, Galpérine, Zaporojets vont à Karkov et Vygotski va régulièrement à Léningrad avec Elkonine et Joséfina Schif.
En 1933, il entreprend une vaste synthèse, Pensée et langage, pour répondre aux diverses critiques qui lui sont faites. Au printemps 1934, il est hospitalisé et c'est depuis son lit qu'il dictera le dernier chapitre de Pensée et langage, publié peu après sa mort dans la nuit du 10 au 11 juin 1934. Il est enterré au cimetière de Novodievitchi.
Sa bibliographie est considérable : 180 titres dont 80 non publiés.
Ses idées ont un rôle important dans la réflexion théorique en psychologie et en pédagogie, même s'il a été victime de la censure, dès 1936, car ses textes ont été considérés par les autorités staliniennes comme « antimarxistes et antiprolétariens », de même que tous les textes traitant de pédologie (science du développement de l'enfant)[réf. nécessaire].

## Sa théorie
Vygotski élabore une théorie des fonctions psychiques supérieures grâce à la méthode génétique, conçue comme une « histoire sociale » ; c'est-à-dire qu'en référence à la théorie sur l'« excentration » de Leontiev, « les transmissions ne sont pas simplement d'ordre héréditaire, mais sont aussi culturelles ».[réf. souhaitée] Pour Vygotski, l'apprentissage est un processus d'appropriation de ces systèmes, un processus d'appropriation de ces outils.
Plus simplement, Vygotski dit que l'intelligence se développerait grâce à certains outils psychologiques que l'enfant trouverait dans son environnement parmi lesquels le langage (outil fondamental). C'est donc en se socialisant que l'enfant construit ses connaissances. Ainsi, l'activité pratique serait intériorisée en activités mentales de plus en plus complexes grâce aux mots, source de la formation des concepts.
Pour Vygotski, le langage dit « égocentrique » de l'enfant a un caractère social et se transformera ensuite en langage dit « intérieur » chez l'adulte et serait un médiateur nécessaire dans le développement et le fonctionnement de la pensée.
Il présente à partir de travaux expérimentaux le développement des concepts sous forme de complexes chez le tout petit enfant, jusqu’aux concepts élaborés, employés par les adultes.

### Zone proximale de développement
Le travail de Vygotski articule plusieurs concepts clés qui sont essentiels dans la compréhension du développement précoce de l’enfant. Un des plus importants est celui concernant les zones de développement dont la zone proximale de développement (ZPD) qui décrit l’espace entre les tâches que l'enfant peut réaliser lui-même (niveau d'autonomie) et celles qu'il parvient à réaliser avec l'aide d'une personne plus avancée dans ce domaine. La ZPD est donc tout ce que l’enfant peut maîtriser quand une aide appropriée lui est donnée.
Vygotski pensait que les enfants peuvent réaliser et maîtriser des problèmes difficiles quand ils sont guidés et aidés par une personne compétente, généralement un adulte[réf. nécessaire], au cours d’une collaboration. Ainsi, l'éducateur a bien une fonction, il n'a pas qu'à attendre que l'enfant construise par lui-même, en toute autonomie, ses savoirs, par une maturation psychologique plus ou moins naturelle [réf. nécessaire]. C'est là une critique du concept d'éducation négative développé par Jean-Jacques Rousseau [réf. nécessaire].

## Œuvres
Il est à noter que pour les recherches bibliographiques, la transcription de son nom est soit Vygotsky (en anglais), soit Vygotski (en français). Certains ouvrages ne sont référencés que sous l'une des deux graphies seulement.
- Méthodes de recherches réflexologique et psychologique (1924)
- Psychologie de l’art (thèse, 1925), publiée en français en 2005 (Éditions La Dispute, Paris)
- La conscience comme problème de la psychologie du comportement (article, 1925), publié en français en 2003 dans Conscience, inconscient, émotions (Éditions La Dispute, Paris)
- Psychologie pédagogique (1926)
- Signification historique de la crise en psychologie (1926), publié en français en 1999 (Éditions Delachaux et Niestlé, Lausanne)
- Psychisme, conscience, inconscient (article, 1930), publié en français en 2003 dans Conscience, inconscient, émotions (Éditions La Dispute, Paris)
- Histoire du développement des fonctions psychiques supérieures (1930-1931)
- La théorie des émotions de Spinoza et de Descartes à la lumière de la psycho-neurologie contemporaine (article, 1933)
- Étude des émotions, publié en français en 1998 sous le titre Théorie des émotions (Éditions L’Harmattan, Paris)
- Défectologie et déficience mentale
- Apprentissage et développement à l’âge préscolaire
- Pensée et langage (1934) (traduction de Françoise Sève, avant-propos de Lucien Sève), suivi de «  Commentaires sur les remarques critiques de Vygotski » de Jean Piaget, (Collection « Terrains», Éditions Sociales, Paris, 1985) ; Rééditions : La Dispute, Paris, 1997, 2019.